# Список наград и номинаций Twenty One Pilots
Twenty One Pilots — американский музыкальный дуэт из Колумбуса, штат Огайо, состоящий из фронтмена Тайлера Джозефа и одногруппника Джоша Дана. Группа получила 30 наград и 96 номинаций.

## Alternative Press Music Awards
| Год  | Номинируемая работа | Категория                  | Результат |
| ---- | ------------------- | -------------------------- | --------- |
| 2014 | Vessel              | Альбом года                | Номинация |
| 2014 | Twenty One Pilots   | Прорывная группа           | Номинация |
| 2014 | Twenty One Pilots   | Лучшая живая группа        | Номинация |
| 2014 | Джош Дан            | Лучший барабанщик          | Номинация |
| 2015 | Twenty One Pilots   | Лучшая живая группа        | Номинация |
| 2015 | Twenty One Pilots   | Самые преданные поклонники | Номинация |
| 2015 | Twenty One Pilots   | Tumblr фэндом года         | Номинация |
| 2016 | Twenty One Pilots   | Артист года                | Победа    |
| 2016 | Blurryface          | Альбом года                | Победа    |
| 2016 | «Stressed Out»      | Лучшее музыкальное видео   | Номинация |
| 2017 | Twenty One Pilots   | Самые преданные поклонники | Победа    |

## American Music Awards
| Год  | Номинируемая работа | Категория                     | Результат |
| ---- | ------------------- | ----------------------------- | --------- |
| 2016 | Twenty One Pilots   | Любимый поп/рок-дуэт/группа   | Победа    |
| 2016 | Twenty One Pilots   | Любимый альтернативный артист | Победа    |
| 2017 | Twenty One Pilots   | Любимый альтернативный артист | Номинация |

## ARIA Music Awards
| Год  | Номинируемая работа | Категория                   | Результат |
| ---- | ------------------- | --------------------------- | --------- |
| 2016 | Twenty One Pilots   | Лучший международный артист | Номинация |

## BBC Radio 1
| Год  | Номинируемая работа | Категория                | Результат |
| ---- | ------------------- | ------------------------ | --------- |
| 2018 | Jumpsuit            | Самая жаркая запись года | Победа    |

## Billboard Awards

### Billboard Music Awards
| Год  | Номинируемая работа | Категория                            | Результат |
| ---- | ------------------- | ------------------------------------ | --------- |
| 2016 | Twenty One Pilots   | Лучший дуэт/группа                   | Номинация |
| 2016 | Twenty One Pilots   | Лучший рок-артист                    | Победа    |
| 2016 | Blurryface          | Лучший рок-альбом                    | Победа    |
| 2016 | «Stressed Out»      | Лучшая рок-песня                     | Номинация |
| 2017 | Twenty One Pilots   | Лучший артист                        | Номинация |
| 2017 | Twenty One Pilots   | Успех в чарте                        | Победа    |
| 2017 | Twenty One Pilots   | Лучший дуэт/группа                   | Победа    |
| 2017 | Twenty One Pilots   | Лучший артист Billboard 200          | Номинация |
| 2017 | Twenty One Pilots   | Лучший артист Hot 100                | Номинация |
| 2017 | Twenty One Pilots   | Лучший артист по продажам песен      | Номинация |
| 2017 | Twenty One Pilots   | Лучший артист Radio Songs            | Победа    |
| 2017 | Twenty One Pilots   | Лучший артист Streaming Songs        | Номинация |
| 2017 | Twenty One Pilots   | Лучший рок-артист                    | Победа    |
| 2017 | Blurryface          | Лучший альбом Billboard 200          | Номинация |
| 2017 | Blurryface          | Лучший рок-альбом                    | Номинация |
| 2017 | "Heathens"          | Лучшая песня Hot 100                 | Номинация |
| 2017 | "Heathens"          | Самая продаваемая песня              | Номинация |
| 2017 | "Heathens"          | Лучшая песня Streaming Songs (видео) | Номинация |
| 2017 | "Heathens"          | Лучшая рок-песня                     | Победа    |
| 2017 | "Stressed Out"      | Лучшая рок-песня                     | Номинация |
| 2017 | "Ride"              | Лучшая рок-песня                     | Номинация |

### Billboard Touring Awards
| Год  | Номинируемая работа | Категория        | Результат |
| ---- | ------------------- | ---------------- | --------- |
| 2016 | Twenty One Pilots   | Прорывной артист | Номинация |

## Brit Awards
| Год  | Номинируемая работа | Категория                 | Результат |
| ---- | ------------------- | ------------------------- | --------- |
| 2017 | Twenty One Pilots   | Международная группа года | Номинация |
| 2019 | Twenty One Pilots   | Международная группа года | Номинация |

## Echo Awards
| Год  | Номинируемая работа | Категория                           | Результат |
| ---- | ------------------- | ----------------------------------- | --------- |
| 2017 | Twenty One Pilots   | Лучший международный новичок        | Номинация |
| 2017 | Twenty One Pilots   | Лучшая международная рок/поп-группа | Номинация |

## Grammy Awards
| Год  | Категория                            | Номинируемая работа | Результат | Прим. |
| ---- | ------------------------------------ | ------------------- | --------- | ----- |
| 2017 | Запись года                          | «Stressed Out»      | Номинация |       |
| 2017 | Лучшее поп дуэт/групповое исполнение | «Stressed Out»      | Победа    |       |
| 2017 | Лучшее рок исполнение                | «Heathens»          | Номинация |       |

Примечание: «Heathens» также был номинирован на лучшую рок-песню и лучшую песню, написанную для визуальных медиа в 2017 году, которые представлены только автору песни Тайлеру Джозефу.
Примечание: «Jumpsuit» был номинирован на лучшую рок-песню в 2019 году, которые представлены только автору песни, Тайлеру Джозефу.

## Guild of Music Supervisors Awards
| Год  | Номинируемая работа            | Категория                                 | Результат |
| ---- | ------------------------------ | ----------------------------------------- | --------- |
| 2017 | «Heathens» для Отряд самоубийц | Лучшая песня/запись, созданная для фильма | Номинация |

## iHeartRadio Music Awards
| Год  | Номинируемая работа | Категория                           | Результат |
| ---- | ------------------- | ----------------------------------- | --------- |
| 2016 | Twenty One Pilots   | Альтернативный рок-исполнитель года | Победа    |
| 2016 | «Stressed Out»      | Альтернативная рок-песня года       | Победа    |
| 2017 | «Stressed Out»      | Песня года                          | Номинация |
| 2017 | Twenty One Pilots   | Лучший дуэт/группа года             | Победа    |
| 2017 | Twenty One Pilots   | Альтернативный рок-исполнитель года | Победа    |
| 2017 | Twenty One Pilots   | Лучшая армия фанатов                | Номинация |
| 2017 | «Ride»              | Альтернативная рок-песня года       | Номинация |
| 2017 | «Heathens»          | Альтернативная рок-песня года       | Победа    |
| 2017 | «Heathens»          | Лучшая песня из фильма              | Номинация |
| 2017 | «Heathens»          | Лучший текст                        | Номинация |
| 2017 | «Heathens»          | Лучшее музыкальное видео            | Номинация |
| 2017 | Blurryface          | Альтернативный рок-альбом года      | Победа    |
| 2019 | Twenty One Pilots   | Дуэт/группа года                    | Номинация |

## Kerrang! Awards
| Год  | Номинируемая работа | Категория           | Результат |
| ---- | ------------------- | ------------------- | --------- |
| 2016 | Twenty One Pilots   | Лучшая живая группа | Номинация |
| 2016 | Twenty One Pilots   | Лучшая фан-база     | Победа    |

## LOS40 Music Awards
| Год  | Номинируемая работа | Категория                       | Результат |
| ---- | ------------------- | ------------------------------- | --------- |
| 2016 | Twenty One Pilots   | Новый международный артист года | Номинация |

## MTV Awards

### MTV Europe Music Awards
| Год  | Номинируемая работа | Категория                    | Результат |
| ---- | ------------------- | ---------------------------- | --------- |
| 2011 | Twenty One Pilots   | Прорыв года                  | Номинация |
| 2013 | Twenty One Pilots   | Прорыв года                  | Номинация |
| 2015 | Twenty One Pilots   | Лучший альтернативный артист | Победа    |
| 2016 | Twenty One Pilots   | Лучший альтернативный артист | Победа    |
| 2016 | Twenty One Pilots   | Лучшее живое выступление     | Победа    |
| 2016 | Twenty One Pilots   | Лучший американский артист   | Номинация |
| 2018 | Twenty One Pilots   | Лучшая альтернатива          | Номинация |

### MTV Fandom Awards
| Год  | Номинируемая работа | Категория   | Результат |
| ---- | ------------------- | ----------- | --------- |
| 2016 | Twenty One Pilots   | Фэндом года | Номинация |

### MTV Italian Music Awards
| Год  | Номинируемая работа | Категория                   | Результат |
| ---- | ------------------- | --------------------------- | --------- |
| 2017 | Twenty One Pilots   | Лучшая международная группа | Номинация |

### MTV Millennial Awards
| Год  | Номинируемая работа | Категория              | Результат |
| ---- | ------------------- | ---------------------- | --------- |
| 2017 | «Heathens»          | Международный хит года | Номинация |

### MTV Video Music Awards
| Год  | Номинируемая работа | Категория        | Результат |
| ---- | ------------------- | ---------------- | --------- |
| 2013 | «Holding on to You» | Artist to Watch  | Номинация |
| 2016 | «Heathens»          | Лучшее рок-видео | Победа    |
| 2017 | «Heavydirtysoul»    | Лучшее рок-видео | Победа    |

### mtvU Woodie Awards
| Год  | Номинируемая работа | Категория          | Результат |
| ---- | ------------------- | ------------------ | --------- |
| 2013 | Twenty One Pilots   | breaking woodie    | Номинация |
| 2017 | Twenty One Pilots   | woodie of the year | Номинация |

## Much Music Video Awards
| Год  | Номинируемая работа | Категория                     | Результат |
| ---- | ------------------- | ----------------------------- | --------- |
| 2016 | Twenty One Pilots   | Международный дуэт или группа | Номинация |
| 2017 | Twenty One Pilots   | Международный дуэт или группа | Номинация |

## Nickelodeon Kids' Choice Awards
| Год  | Номинируемая работа | Категория                  | Результат |
| ---- | ------------------- | -------------------------- | --------- |
| 2017 | Twenty One Pilots   | Любимый новый артист       | Победа    |
| 2017 | Twenty One Pilots   | Любимая музыкальная группа | Номинация |
| 2017 | «Heathens»          | Любимая песня              | Номинация |
| 2017 | «Stressed Out»      | Любимое музыкальное видео  | Номинация |
| 2018 | Twenty One Pilots   | Любимая музыкальная группа | Номинация |

## NME Awards
| Год  | Номинируемая работа | Категория     | Результат |
| ---- | ------------------- | ------------- | --------- |
| 2017 | Twenty One Pilots   | Худшая группа | Номинация |

## NRJ Music Awards
| Год  | Номинируемая работа | Категория                   | Результат |
| ---- | ------------------- | --------------------------- | --------- |
| 2016 | Twenty One Pilots   | Международное открытие года | Победа    |

## People's Choice Awards
| Год  | Номинируемая работа | Категория   | Результат |
| ---- | ------------------- | ----------- | --------- |
| 2017 | Twenty One Pilots   | Группа года | Номинация |

## Radio Disney Music Awards
| Год  | Номинируемая работа | Категория     | Результат |
| ---- | ------------------- | ------------- | --------- |
| 2017 | Twenty One Pilots   | Лучшая группа | Номинация |

## Rock Sound Awards
| Год  | Номинируемая работа | Категория   | Результат |
| ---- | ------------------- | ----------- | --------- |
| 2018 | Trench              | Альбом года | Победа    |

## Teen Choice Awards
| Год  | Номинируемая работа | Категория          | Результат |
| ---- | ------------------- | ------------------ | --------- |
| 2015 | «Tear in My Heart»  | Choice рок-песня   | Номинация |
| 2016 | «Stressed Out»      | Choice рок-песня   | Номинация |
| 2017 | «Heathens»          | Choice рок-песня   | Номинация |
| 2017 | «Heathens»          | Choice Song: Group | Номинация |
| 2017 | Twenty One Pilots   | Choice Music Group | Номинация |
| 2017 | Twenty One Pilots   | Choice рок группа  | Номинация |
| 2018 | Twenty One Pilots   | Choice рок группа  | Номинация |

## Telehit Awards
| Год  | Номинируемая работа | Категория         | Результат |
| ---- | ------------------- | ----------------- | --------- |
| 2016 | Twenty One Pilots   | Лучшая рок-группа | Победа    |